# Plélauff
Plélauff (bretonisch Pellann) ist eine französische Gemeinde mit 687 Einwohnern (Stand: 1. Januar 2022) im Département Côtes-d’Armor in der Region Bretagne. Sie gehört zum Arrondissement Guingamp und zum Kanton Rostrenen. Zudem ist der Ort Mitglied des 1993 gegründeten Gemeindeverbands Kreiz-Breizh. Die Einwohner werden Plélauffiens/Plélauffiennes genannt.

## Geographie
Plélauff liegt etwa 47 Kilometer südwestlich von Saint-Brieuc im Süden des Départements Côtes-d’Armor. 

## Bevölkerungsentwicklung

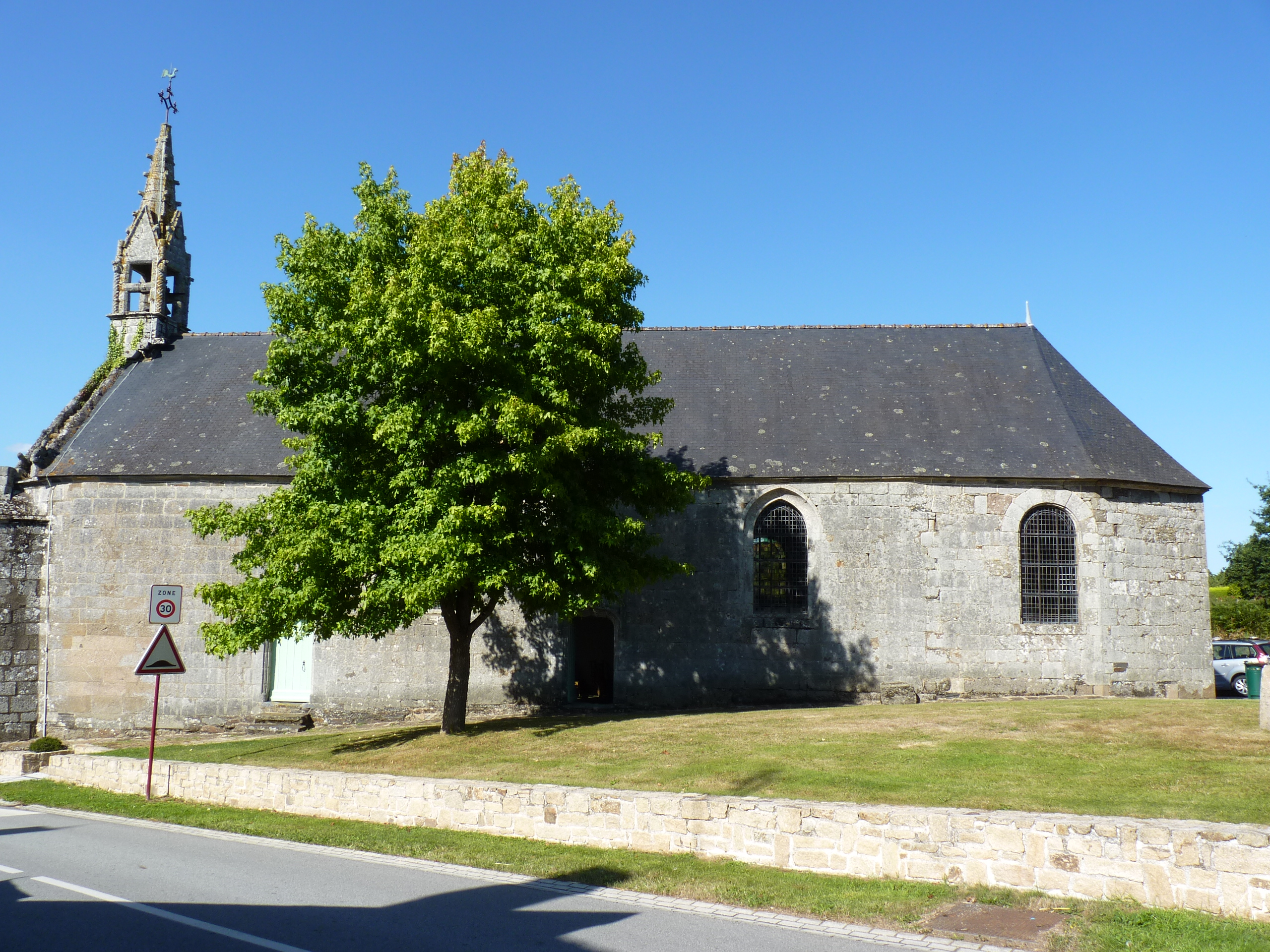
Kapelle Notre-Dame-de-la-Croix

| Jahr                       | 1793 | 1800 | 1851 | 1861 | 1876 | 1926 | 1962 | 1968 | 1975 | 1982 | 1990 | 1999 | 2006 | 2012 |
| Einwohner                  | 1191 | 1101 | 1448 | 1275 | 1286 | 1636 | 957  | 842  | 741  | 695  | 679  | 689  | 688  | 687  |
| Quellen: Cassini und INSEE |      |      |      |      |      |      |      |      |      |      |      |      |      |      |

## Baudenkmäler
Siehe: Liste der Monuments historiques in Plélauff